# Dağkızılca, Torbalı
Dağkızılca là một xã thuộc huyện Torbalı, tỉnh İzmir, Thổ Nhĩ Kỳ. Dân số thời điểm năm 2010 là 844 người.